# Схаутен, Хенк
Хе́нк Схаутен (нидерл. Henk Schouten; 16 апреля 1932, Роттердам, Южная Голландия — 18 апреля 2018, Роттердам, Южная Голландия) — нидерландский футболист, игравший на позиции полузащитника.

## Биография

### Клубная карьера
Схаутен в течение четырёх сезонов играл за «Эксельсиор».
В 1954 году стал игроком клуба «Холланд Спорт», в котором играл один сезон. Его основная карьера была связана с «Фейеноордом», в котором он отыграл восемь сезонов и выиграл два чемпионских титула в 1961 и 1962 годах. Всего Схаутен сыграл в чемпионате Нидерландов за «Фейеноорд» 194 матча и забил 125 голов.
В 1963 году перешёл в «Эксельсиор», в котором отыграл четыре сезона и завершил карьеру игрока в возрасте 35 лет.

### Карьера в сборной
В составе сборной Нидерландов сыграл только два матча — со сборной Ирландии (0:1) и Бельгии (0:4).

### Смерть
Скончался 18 апреля 2018 года в Роттердаме через два дня после своего 86-летия.

## Достижения
«Фейеноорд»
- Чемпион Нидерландов (2) : 1960/61, 1961/62